# Bleuette
Bleuette è una bambola che fu prodotta in Francia dal febbraio 1905 fino all'inizio del 1960 ed è attualmente una delle più ricercate dai collezionisti, specialmente statunitensi.
Bleuette venne creata appositamente dalla SFBJ (Societe Francaise de Fabrication de Bebes et Jouets) per la Semaine de Suzette, una  rivista settimanale per ragazze. La bambola era il premio per le lettrici che sottoscrivevano un abbonamento annuale alla rivista. La casa editrice aveva preventivato 20.000 abbonamenti: le domande furono più di 60.000.
Bleuette diventò così una bambola popolarissima, anche perché una rubrica del settimanale, Nous habillons Bleuette, proponeva cartamodelli di ogni genere per cucirle un guardaroba completo.
L'aspetto e le dimensioni della Bleuette variarono nel corso degli anni, armonizzandosi al gusto dell'epoca, passando dalla Première Bleuette del 1905, alta 27 cm, con occhi blu dipinti, parrucca di capelli veri e sopracciglia marcate di stile ancora ottocentesco, alla Bleuette degli anni 1950 alta 29 cm con occhi dormienti, sopracciglia sottili e parrucca in mohair.
Altre bambole si aggiunsero alla "Famiglia di Bleuette": la sorella minore Benjamine, prodotta nel 1926 ma che durò pochissimo sul mercato, il fratellino Bambino, prodotto nel 1928, ed infine la sorella maggiore Rosette che fu prodotta dal 1955 al 1960 nel tentativo di rinnovare un interesse che andava via via scemando.
Oggi la Bleuette è una delle bambole più ricercate dai collezionisti e conta legioni di appassionate, soprattutto grazie ad un guardaroba immenso di abitini dal delizioso gusto retro che chiunque è in grado di riprodurre anche senza cognizioni specialistiche (non dimentichiamo che i modelli erano studiati per essere realizzati da ragazzine) ed anche grazie alle sue dimensioni, piccole quel tanto che basta per impiegare poca stoffa, senza peraltro richiedere abilità di miniaturista.
Dato il costo ormai proibitivo delle Bleuettes originali, esistono varie ditte che realizzano riproduzioni in porcellana di questa affascinante bambola, nonché modelli per realizzarne una riproduzione in stoffa che non ha niente da invidiare alle sorelle più raffinate.